# Festival Internacional de Cine Erótico de Barcelona
Festival Internacional de Cine Erótico de Barcelona (FICEB) – festiwal filmów pornograficznych odbywający się od 1992 roku w Hiszpanii. Jest to najstarszy festiwal tego typu w Europie. Podczas festiwalu przyznawane są trzy różne nagrody, Ninfa – dla filmów o treści heteroseksualnej, HeatGay – dla filmów o treści homoseksualnej oraz Tacón de Aguja – dla filmów o tematyce BDSM i fetyszyzmu.
W 2005, 2006 i 2007 roku festiwal gromadził ponad 50 tys. widzów. W latach późniejszych popularność festiwalu zmalała.
Na przestrzeni lat impreza spotykała się m.in. z protestami władz Barcelony. W efekcie w 2008 roku festiwal został przeniesiony do Madrytu.